# راتشت أند كلانك (لعبة فيديو 2002)
راتشنت أند كلانك (بالإنجليزية: Ratchet & Clank)‏ ، هي لعبة فيديو إلكترونية صدرت على بلاي ستيشن 2 سنة 2002م ، ثم صدرتها نظامي بلاي ستيشن فيتا وبلاي ستيشن 3، وهي أولى إصدارات سلسلة راتشت أند كلانك، حيث تم شحن أكثر من 1.1 مليون نسخة حول العالم في عام 2006.